# Alan Civil

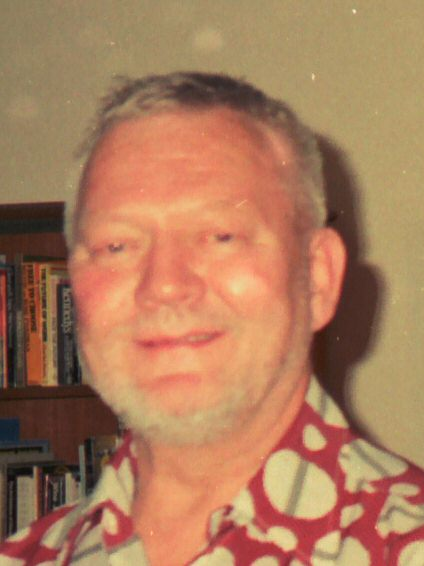
Alan Civil

Alan Civil (* 13. Juni 1929; † 19. März 1989) war ein britischer Hornist und Musiklehrer.

## Leben
Alan Civils musikalischer Werdegang begann im Alter von neun Jahren. Während des Zweiten Weltkriegs verließ er die Schule und trat der Royal Artillery Band bei. Civil studierte Horn bei Aubrey Brain, dem Vater von Dennis Brain, sowie in Hamburg bei Willy von Stemm.
Nach seinem Studium war er ab 1953 zunächst zweiter Hornist (neben dem Dennis Brain als Solohornist) am Royal Philharmonic Orchestra unter Thomas Beecham; nachdem Brain 1954 zum Philharmonia Orchestra wechselte, wurde er dessen Nachfolger als Solohornist. 1955 begleitete er das Philharmonia Orchestra auf einer Tournee unter Herbert von Karajan als dritter Hornist und blieb anschließend als Solohornist neben Brain – der 1957 verstarb – bei diesem Orchester.
Als Walter Legge 1964 das Philharmonia Orchestra nicht mehr finanzieren wollte, bekam Civil von Karajan das Angebot, als erster nicht-deutscher Musiker Mitglied der Berliner Philharmoniker zu werden. Da sich das Philharmonia Orchester reformierte und weiter bestand, verzichtete Civil jedoch. Ab 1966 hatte er 22 Jahre lang eine Anstellung als Solohornist im BBC Symphony Orchestra; 1979 wurde er Präsident der British Horn Society. Neben seiner Instrumentaltätigkeit hatte er einen Lehrauftrag am Royal College of Music.  Auch als Komponist tat sich Civil hervor; er schrieb verschiedene kammermusikalische Werke und zahlreiche Transkriptionen für Hornensembles.
Civil hat alleine drei verschiedene Aufnahmen der Hornkonzerte von Wolfgang Amadeus Mozart eingespielt sowie die Serenade for Tenor, Horn and Strings von Benjamin Britten mit Robert Tear als Dirigent. Bekannt ist auch seine Aufnahme des Beatles-Stücks For No One im Jahr 1966, in dem er ein hohes Obligato-Solo präsentiert. Im Jahr darauf beteiligte er sich an einer weiteren Beatles-Aufnahme, zu dem Song A Day in the Life. Daneben war er als Kammermusiker Mitglied des Alan Civil Trios, des London Wind Quintets sowie der Music Group of London.
Civil war bekannt für seinen Humor und seine Lebenslust. Unter anderem ist seine Anmerkung überliefert, in der er meinte, man müsse sein ganzes Leben am Rand seines Stuhles sitzen, sonst könne man niemals Horn blasen.
1985 wurden seine Leistungen mit dem Order of the British Empire ausgezeichnet.
Civil starb 1989 im Alter von 59 Jahren im King’s College Hospital an Nierenversagen. Er war zweimal verheiratet und hatte drei Töchter sowie drei Söhne.